# Fritz M. Neubauer
Fritz Manfred Neubauer (* 1940) ist ein deutscher Geophysiker.

## Leben
Neubauer wurde 1969 an der TU Braunschweig über das Thema Stosswellen in einem anisotropen Plasma promoviert. Er habilitierte sich dort 1974 und wurde dort Professor. Seit 1982 war er Professor für Geophysik und Direktor des Instituts für Geophysik und Meteorologie an der Universität Köln. Einen Ruf an die Universität Göttingen lehnte er 1991 ab.
Neubauer befasst sich mit Geomagnetismus, Weltraumphysik, Physik der Planeten und Explorationsgeophysik. Er war an der Konstruktion von Magnetometern für Raummissionen beteiligt.
Bei der Giotto-Mission untersuchte er das Magnetfeld des Halley-Kometen. Dabei wurden eine Stoßwellenfront und ein fast magnetfeldfreies Gebiet um den Kern des Kometen entdeckt.
Neubauer ist an der Cassini-Mission beteiligt, bei der unter anderem eine Atmosphäre beim Saturn-Mond Enceladus aus Magnetfeldmessungen nachgewiesen werden konnte.
Im Jahr 1995 wurde er für zwei Jahre Präsident der Deutschen Geophysikalischen Gesellschaft.
2000 wurde der Asteroid (8634) Neubauer nach ihm benannt.
2006 wurde er zum Fellow der American Geophysical Union gewählt.

## Auszeichnungen (Auswahl)
- 2011: Emil-Wiechert-Medaille